# Dujmić Selo
Dujmić Selo – wieś w Chorwacji, w żupanii karlowackiej, w mieście Ogulin. W 2011 roku liczyła 142 mieszkańców.